# Aniołki taty
Aniołki taty (ang. Papa’s Angels) – amerykański film fabularny z 2000 roku w reżyserii Dwighta H. Little’a, wyprodukowany przez wytwórnię CBS Worldwide Inc.

## Opis fabuły
Szczęście rodziny Jenkinsów rozpada się na kawałki, gdy tuż przed Bożym Narodzeniem umiera Sharon (Cynthia Nixon) – ukochana żona i matka. Pogrążony w rozpaczy Grins Jenkins (Scott Bakula) nie wyobraża sobie, jak w tej dramatycznej sytuacji mógłby świętować z najbliższymi. Informuje czwórkę swoich dzieci, że w tym roku nie będą obchodzić świąt. Z decyzją ojca nie zgadza się dwunastoletnia Becca. Dziewczynka postanawia nie poddawać się rozpaczy i z pomocą swojego rodzeństwa chce przywrócić ojcu wiarę w przyszłość.

## Obsada
- Scott Bakula jako Grins Jenkins
- Lachlan Murdoch jako Alvin Jenkins
- Cynthia Nixon jako Sharon Jenkins
- Eva Marie Saint jako Dori „Grammy” Jenkins
- Jenny-Lynn Hutcheson jako Hannah-Rose Jenkins
- Kimberley Warnat jako Becca Jenkins
- Kirsten Bishop jako Jessica
- Brandon James Olson jako John Neal Jenkins
- Shane Meier jako Jimmy Lee